# Uno scomodo detective
Uno scomodo detective (Un été d'enfer) è un film del 1983 diretto da Michael Schock.

## Trama
Philippe Darland, un ex motociclista che ha smesso di correre dopo un incidente, aiuta lo zio nella sua agenzia di investigazione privata. Una sera si reca a casa di Elisabeth Leroy, che li ha chiamati. Sua sorella Valérie è scomparsa da tre mesi e le ricerche del sovrintendente Turielle non hanno portato a nulla. Le indagini di Darland lo condurranno nel mondo della droga.